# 김창운
김창운은 대한민국의 가수다. 2024년 싱글 [헤어질 용기 (Prod. 박재정)]로 데뷔했다.

## 방송
- 초대형 노래방 서바이벌 VS (2023) - 4위

## 음반
- 초대형 노래방 서바이벌 VS EPISODE 2 (2023)
- 초대형 노래방 서바이벌 VS EPISODE 3 (2023)
- 초대형 노래방 서바이벌 VS SEMI FINAL (2023)
- 초대형 노래방 서바이벌 VS FINAL (2023)
- 헤어질 용기 (Prod. 박재정) (2024)

## 기타
- 정남도 <나만> (2024) - 작사/작곡/보컬 참여